# Bristol Belvedere
Bristol/Westland Belvedere – brytyjski dwuwirnikowy śmigłowiec transportowy opracowany w latach 50. XX wieku przez przedsiębiorstwo Bristol Aeroplane Company (od 1961 roku produkowany przez Westland Helicopters).
Śmigłowiec Belvedere skonstruowano na bazie wcześniejszego anulowanego projektu śmigłowca Bristol Type 173, który miał być przeznaczony na rynek cywilny. Nowy projekt opracowywano z myślą o wykorzystaniu śmigłowca przez Royal Navy oraz Royal Canadian Navy, jednak nie spełnił on oczekiwań i ostatecznie nie został przyjęty do służby. Zainteresowanie śmigłowcem wyraziło natomiast Royal Air Force, które otrzymało 26 jego egzemplarzy. Śmigłowce Belvedere pełniły służbę w latach 1961-1969.